# Markelo
Markelo (Nedersaksisch: Maarkel) is een Nederlands dorp in Twente, provincie Overijssel. Het behoort tot de gemeente Hof van Twente. Tot de gemeentelijke herindeling van 1 januari 2001 vormde het dorp de hoofdplaats van de gelijknamige gemeente Markelo.
De naam Markelo betekent bos ("lo") dat een afscheiding of grens ("mark") aangeeft (Groenedijk, 2000). 

## Geografie

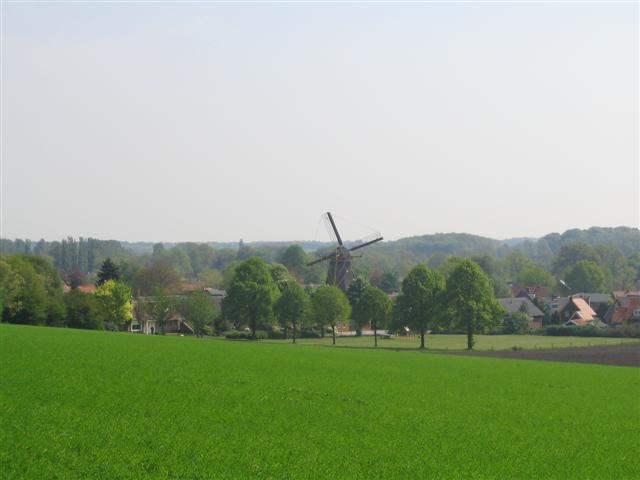
Markelose berg

Het landschap rondom het dorp is glooiend tot een hoogte van ruim 40 meter. Markelo is daarom het 'Dorp van de Vijf Heuvels' en dankt deze naam aan het feit dat het tussen vijf heuvels gesitueerd is: de Markelose Berg, De Hulpe, Herikerberg, Friezenberg en Kattenberg (met vlak ernaast de Dingspelerberg).
Ten westen van het dorp ligt de Markelose Berg of Markelerberg, op de top waarvan zich het Provinciaal verzetsmonument Overijssel bevindt. Nabij de Markelose Berg heeft op de kleine heuvel De Hulpe een kapel met daarin een wonderdadig Mariabeeld getiteld 'Onze (Lieve) Vrouwe ter Hulpe' gestaan (de Hulpe; Maria, hulp der christenen).

## Archeologie[4]
In juli - oktober 2017 werd aan de voet van de Markelose berg een archeologische opgraving uitgevoerd. Bij de opgraving zijn archeologische resten aangetroffen uit het Midden Neolithicum tot en met de Volle Middeleeuwen. Het betroffen voorwerpen van vuursteen en steen (waaronder fragmenten van bijlen en pijlspitsen) en aardewerk van zowel Trechterbeker-, Klokbeker-, alsook Wikkeldraadbeker-aardewerk.
In een akkerlaag werd vondstmateriaal uit de IJzertijd tot en met de Midden Romeinse Tijd aangetroffen, wat duidt op de aanwezigheid van een nederzetting in de directe omgeving.
Op basis van het onderzoek kan worden geconcludeerd dat het terrein werd bewoond van de zevende tot en met negende eeuw. Er werd een groot aantal paalkuilen aangetroffen die gerelateerd kunnen worden aan meerdere structuren, waaronder een gebouwstructuur waar bij de fundering gebruik was gemaakt van veldkeien. Deze opmerkelijke structuur doet vermoeden dat het hier om een erf van bovenlokaal belang gaat. 
Gedurende de tweede helft van de elfde eeuw of de eerste helft twaalfde eeuw was er sprake geweest van ijzerproductie/ -bewerking. Ter plaatse van het terrein werd een restant van een aftapoven aangetroffen met een omringende laag met veel bijbehorend productieafval.

## Geschiedenis
Of de heilige Lebuïnus van Deventer in de achtste eeuw op de Dingspelerberg het ding van de Saksen in Marclo (aan de Wezer volgens de Vita Lebuini) verstoorde en de heidense Saksen tot bekering opriep, of dat dit ding in een verdwenen nederzetting nabij Nienburg in Duitsland plaatshad, is onzeker.
In 1181 wordt het dorp Marclo in het Oversticht in elk geval genoemd. In de middeleeuwen vormde het dorp Markelo het centrum van het gelijknamige kerspel in het Oversticht van het bisdom Utrecht, met in het centrum de parochiekerk H. Martinus. In 1224 werd het latere stadje Diepenheim kerkelijk van Markelo afgescheiden en een zelfstandige parochie gewijd aan de apostel Johannes.
Voor de opkomst van het protestantisme, dat in Markelo tijdens de Tachtigjarige Oorlog verplicht opgelegd werd door de grote invloed van de adel en de Overijsselse Classis te Deventer (die predikanten zond om de bevolking te protestantiseren), was Markelo een belangrijk (katholiek) bedevaartsoord voor de Kerk in de oostelijke Nederlanden.

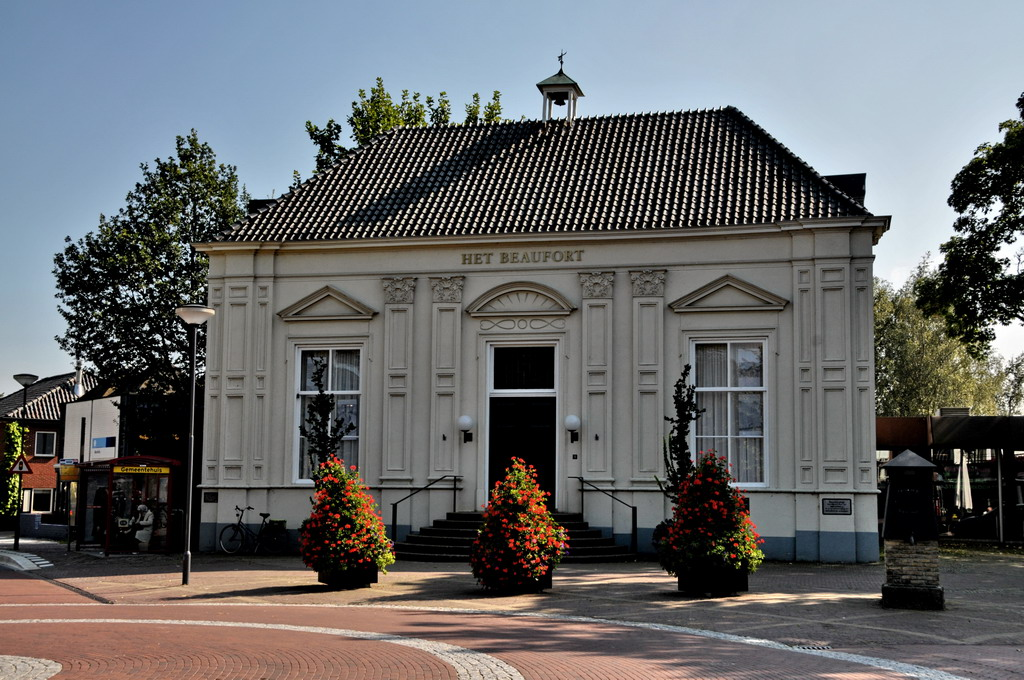
Voormalig gemeentehuis

Vanaf de hoge middeleeuwen tot midden 17e eeuw werden bedevaarten naar Markelo ondernomen vanuit geheel Twente en omliggende gebieden, ondanks een verbod door de 17e-eeuwse protestantse overheid; in de voormalige Sint-Martinuskerk werd vóór de Reformatie een eucharistische wonderreliek van het Heilig Bloed bewaard en vereerd. Later maakte de overheid de bedevaarten onmogelijk door de devotiekapellen (heylig bloedhuisken en een afgodischen steen), waaronder ook de al eerder eens verwoeste Mariakapel op De Hulpe dicht te metselen of af te breken.
Sinds de 15e eeuw maakte het kerspel Markelo deel uit van het richterambt Kedingen. In 1811 werden het kerspel Markelo, de buurschap Kerspel Goor en de stad Goor samengevoegd tot de gemeente Goor. Op 1 juli 1818 werd Markelo een zelfstandige gemeente tot deze op 1 januari 2001 deel ging uitmaken van de gemeente Hof van Twente. Onder de gemeente Markelo hoorden de buurtschappen Achterhoek, Dijkerhoek, Elsen, Elsenerbroek, Herike, Kerspel Goor, Markelosebroek, Pothoek en Stokkum. Na 1970 breidde het dorp Markelo enigszins uit met kleine nieuwbouwwijken, met name aan de noord- en oostkant. In 1969 kreeg het een eigen zwembad, "De Vijf Heuvels", ten oosten van het dorp tegenover camping Hessenheem. In 2013 is het zwembad gerenoveerd en uitgebreid.
Op Hessenheem, in 1949 gesticht door de plaatselijke VVV, stonden sinds 1951 zes vakantiehuisjes van de beroemde architect Gerrit Rietveld. Maar deze 'primitieve' huisjes met de harde Rietveld-meubelen voldeden voor de toeristen niet meer aan de eisen van de moderne tijd en zijn daarom rond 2000 gesloopt. Eén huisje werd als monument behouden en is in 2007 overgebracht naar het Nederlands Openluchtmuseum in Arnhem.
Van 1991-2012 was er op het terrein van camping Klompjan in de buurtschap Elsen-Herike het Asielzoekerscentrum Klompjan gevestigd, ook wel AZC Markelo genoemd. Eind september 2012 waren alle bewoners vertrokken.

## Televisietoren

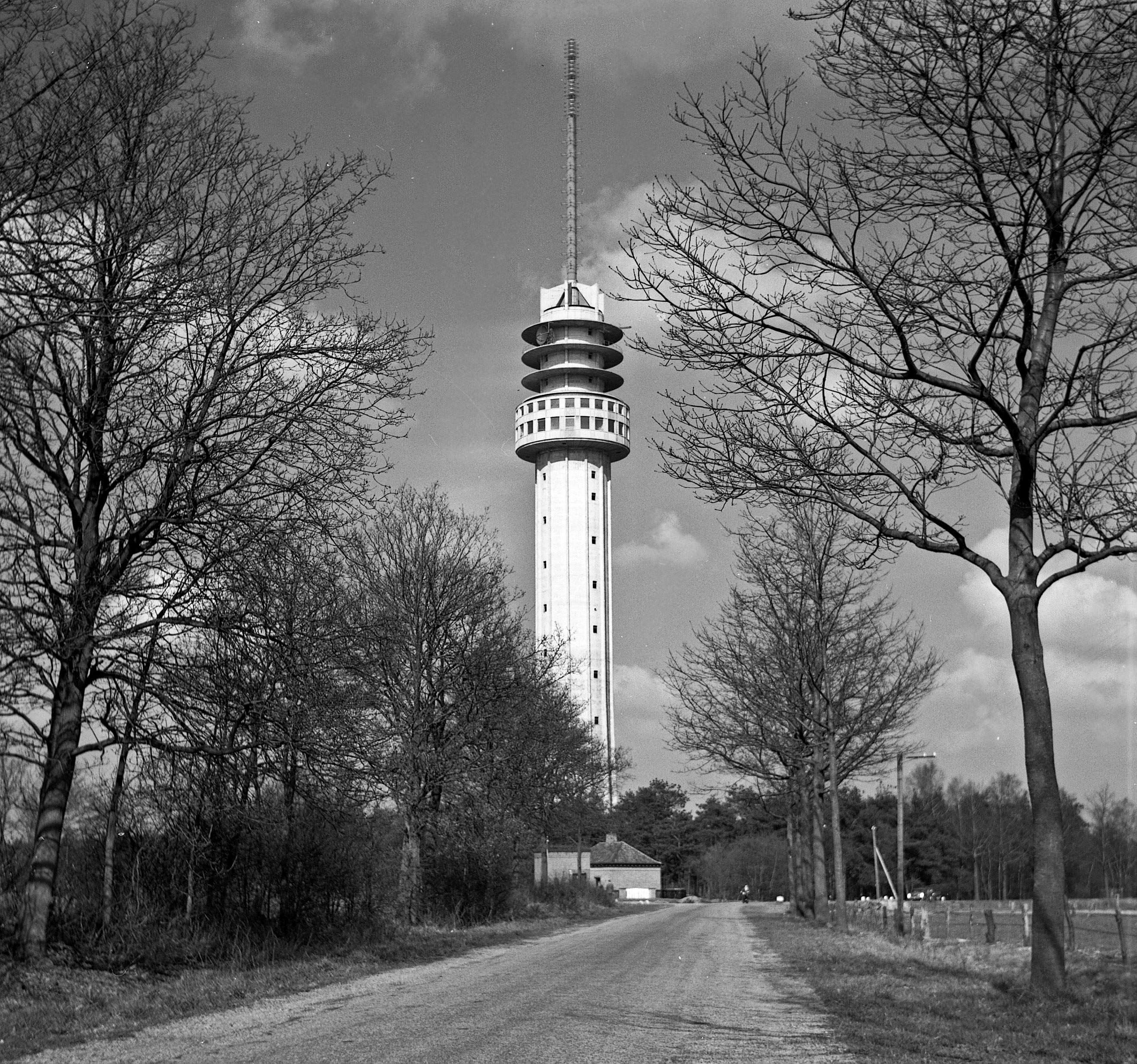
Televisietoren in 1959

Ongeveer vijf kilometer ten westen van het dorp staat een hoge radio- en televisietoren met  zendmast, die dient als ondersteuning van de televisie- en radio-omroepen. De toren is op 23 januari 1959 officieel geopend en was toen 157 meter hoog (toren 108 meter en mast 49 meter). Later is de antennemast en paar keer verhoogd omdat er nieuwe zenders in de toren werden geplaatst. In 2007 is de mast met 20 meter echter weer ingekort, omdat de analoge antennes overbodig werden. De toren staat inclusief mast nu weer zo'n 157 meter hoog boven het maaiveld (de foto toont de oude situatie). Een miniatuurversie van deze zendmast staat in Madurodam in Den Haag.

## Evenementen
Het belangrijkste jaarlijkse feest in Markelo is het Dorpsfeest Markelo. Hoewel de Stichting Dorpsfeest Markelo in 1982 werd opgericht voor een gezamenlijk tentfeest bestaat het feest in het laatste volle weekend van augustus al langer. Zo was er in 2023 het gouden jubileum van de optocht op de laatste zondag in augustus.
In het openluchttheater De Kösterkoele worden elke zomer openluchtvoorstellingen opgevoerd. In hetzelfde openluchttheater werd van 1967 t/m 1975 op Hemelvaartsdag jaarlijks een popfestival georganiseerd met gemiddeld zo'n 2000 bezoekers. Er traden bekende groepen op, zoals de Tee Set, Shocking Blue, The Shoes, Moan, Kayak en Cuby and the Blizzards. Het was in 1967 het eerste openluchtpopfestival in Nederland (een soortgelijke popmeeting was er vanaf 1968 tot 1986 ook in het nabijgelegen Lochem).

## Toerisme

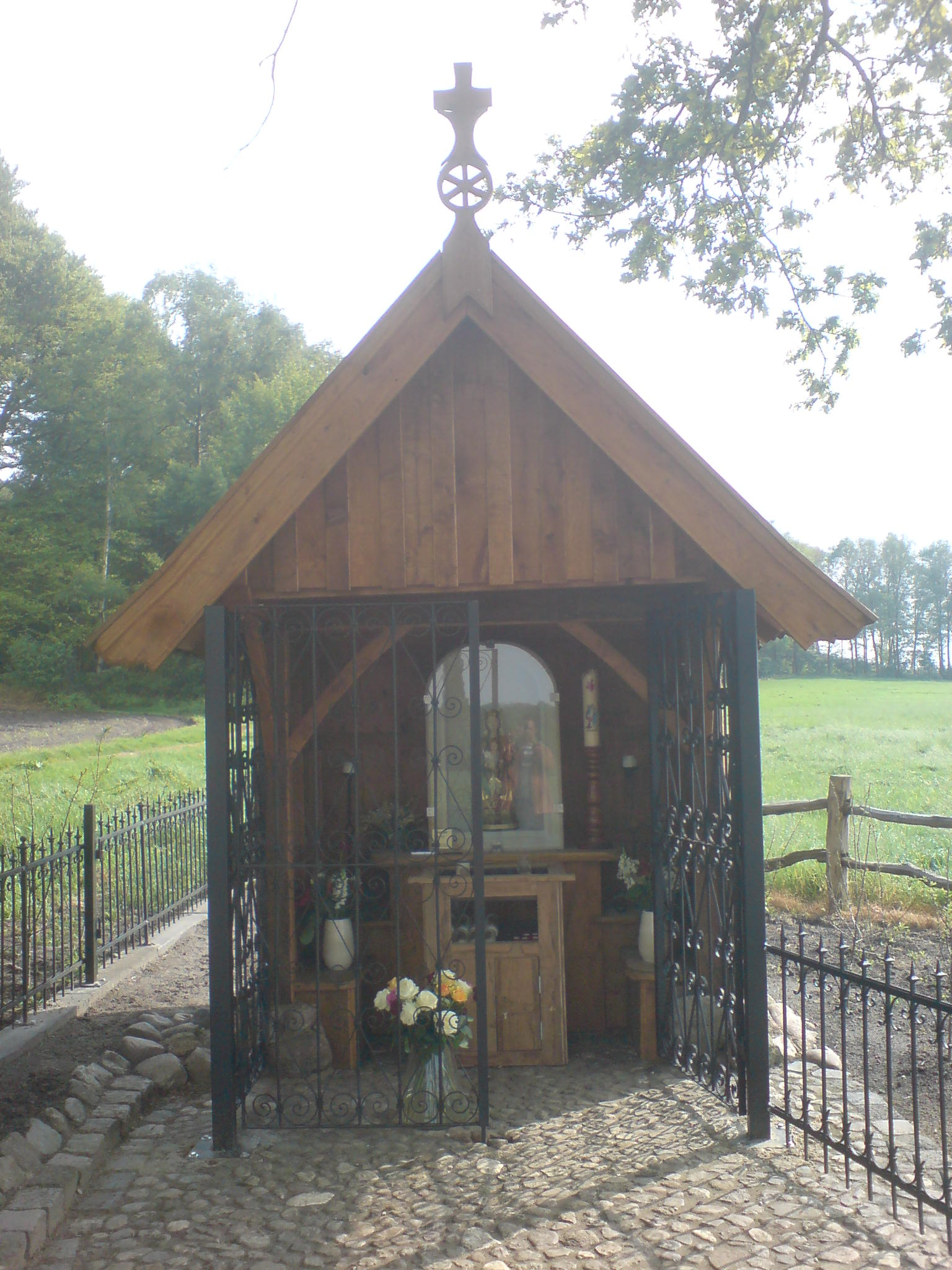
Kapel Onze Vrouwe ter Hulpe op de Hulpe nabij Markelo

Markelo is sinds de jaren zeventig vooral in de zomermaanden een gewilde toeristenplaats. Het dorp is zeer populair bij gezinnen door de aanwezigheid van een groot aantal campings en vakantiehuizen. Buiten het hoogseizoen trekken er veel 60-plussers naar het Twentse dorp om te wandelen en fietsen. Er zijn verscheidene bezienswaardigheden en het glooiende landschap rondom het dorp leent zich prima voor een wandeling of een fietstocht. Naast de vijf heuvels is het prachtige natuurgebied de Borkeld populair bij toeristen. In het centrum van Markelo staat naast Infocentrum Markelo de museumboerderij Eungs Schöppe. In het centrum staat eveneens de in 1991 gerestaureerde korenmolen De Hoop uit 1836. Nabij Markelo liggen de kastelen Weldam en Wegdam. Ook zijn er rondom Markelo verschillende oorlogsmonumenten te vinden. De meest bekende zijn het Overijssels Verzetsmonument op de Markelose Berg, een vliegtuigmotor aan de flank van de Markelose Berg en een Onderduikershol in Stokkum.
De plaats telt daarnaast tientallen rijksmonumenten, waaronder boerderijen, bijgebouwen, havezaten en grafvelden.

## Vervoer
Markelo had van 1865 tot 1953 een eigen spoorwegstation aan de spoorlijn Zutphen - Glanerbrug, circa drie kilometer ten zuiden van het dorp. De weg van het dorp naar het voormalige station heet Stationsweg, niet te verwarren met de Stationsstraat in de kom van Markelo. Op 15 mei 1953 werd het station buiten gebruik gesteld, maar het gebouwtje staat er nog. Het is een van de negen nog bestaande standaardstations Staatsspoorwegen vijfde klasse (eerste model).
Markelo kent daarnaast busvervoer door middel van lijn 97 (Holten - Haaksbergen).

## Religie
De bevolking van Markelo is overwegend behoudend protestants. In het midden van het dorp staat de Martinuskerk, ook wel gewoon Nederlands-Hervormde kerk genoemd, thans PKN.

## Sport
De plaatselijke voetbalverenigingen waren SV Markvogels en SC Markelo. Later zijn de voetbalafdelingen van deze twee samen gegaan tot de huidige vereniging, Sportclub Markelo. SV Markvogels ging verder als jeu-de-boules vereniging, later uitgebreid met croquet en darts. De volleybalvereniging is Markel-Up. Sinds 1997 heeft Markelo een officiële supportersvereniging van FC Twente. Markelo was de eerste plaats in Twente met een officieel erkende supportersvereniging voor deze club en daarmee het voorbeeld voor vele andere lokale supportersverenigingen in Twente die daarna zijn ontstaan. Deze verenigingen organiseren voor een vastgestelde contributie meerdere busreizen per seizoen, zowel voor thuis- als uitwedstrijden.
Markelo staat in de motorcrosswereld bekend om het motorcrosscircuit De Herikerberg, ook wel "Pieuw" genoemd. Sinds 1932 organiseert de Markelose Motorclub "Ons Genoegen" motorcrosswedstrijden. Vroeger werden de wedstrijden verreden op de Markeloseberg, maar sinds 9 augustus 1947 op de Herikerberg met zijn ruige diepe leemkuilen. In 1954 organiseerde Markelo een Grand Prix 500 cc die meetelde voor het Europese kampioenschap. De GP 250cc van 1966 was een van de zeventien wedstrijden om de wereldtitel. De Markelose Motorclub "Ons Genoegen" is nog steeds actief met het organiseren van evenementen op wereldniveau. In 2008 werd de 25e Grand Prix georganiseerd op De Herikerberg. Qua aantal Grand Prix-wedstrijden is het Markelose circuit recordhouder.
Sinds 2015 is zwembad De Vijf Heuvels en openluchttheater De Kösterskoele jaarlijks het decor van de Hof van Twente Triathlon.

## Bekende Markeloërs
- Maria van Beckum (Markelo, 1510 – Delden, 13 november 1544), wonende op havezate Kevelham in Kerspel Goor, adellijke ketter
- Alexander van Hugenpoth tot Aerdt (31 mei 1780 - 15 augustus 1859), geboren op havezate Heeckeren in Kerspel Goor, jurist en katholiek adellijk politicus
- Willy Fleur (Markelo, 13 juni 1888 - Den Haag, 15 maart 1967), kunstschilder
- Jan Broeze (Markelo, 29 november 1896 - Delden, 5 december 1983), beeldend kunstenaar
- Arnout Jan de Beaufort (Amersfoort, 3 februari 1912 - Markelo, 13 februari 1966), burgemeester
- Johan Ketting Olivier (Batavia, 21 oktober 1926 - Korea 15 februari 1951), soldaat in het Korea-detachement en ridder in de Militaire Willems-Orde
- Leonie Kooiker (Markelo, 20 oktober 1927 - Papendrecht, 16 april 2020), schrijfster van kinderboeken
- Anton Smit (Markelo, 22 augustus 1945), scenarist en producent van speelfilms, televisiefilms en -series
- Getty Kaspers (Graz (Oostenrijk), 5 maart 1948), Nederlands zangeres, woont in Markelo
- Jan Lonink (Markelo, 28 mei 1951), burgemeester
- Inez de Beaufort (Deventer, 13 mei 1954), dochter van Arnout Jan de Beaufort, opgegroeid in Markelo, hoogleraar gezondheidsethiek
- Anne Flierman (Emmen, 12 november 1955), bestuurder en politicus, woont in Markelo
- Wijnand Duyvendak (Markelo, 30 november 1957), activist en politicus
- Jan Willem Duyvendak (Markelo, 12 mei 1959), socioloog, filosoof en hoogleraar
- Gert-Jan Oplaat (Markelo, 22 november 1964), politicus (VVD, BBB)
- Myra Koomen (Hoorn 1966), politica (CDA), woonde in Markelo
- Edwin van Hoevelaak (Holten, 30 juni 1967), opgegroeid in Markelo, muziekproducent
- Johan Nijenhuis (Markelo, 4 maart 1968), filmregisseur
- Erik Wevers (Deventer, 24 maart 1970), rallycoureur en teameigenaar
- Reint Jan Renes (Markelo, 25 maart 1970), gedragswetenschapper en lector
- Joost Legtenberg (31 juli 1975), opgegroeid in Markelo, wielrenner
- Marije te Raa (Geldrop, 22 juni 1984), opgegroeid in Markelo, atlete
- Lodewijk Fluttert (Markelo, 8 oktober 1991), dj en muziekproducent. Beter bekend onder zijn artiestennaam Bakermat
- Ellen Jansen (Markelo, 6 oktober 1992), voetbalster
- Hilde Jager, (Markelo, 20 december 1997)